# Provincia di Camagüey
Camagüey è la più estesa delle province di Cuba. La sua capitale è Camagüey. Altre importanti città sono Florida e Nuevitas.

## Geografia fisica
Camagüey è la provincia più pianeggiante di Cuba, nessuna catena montuosa è presente in questa provincia. Numerosi grandi cayos (fra i quali alcuni utilizzati da Fidel Castro per pescare) e l'arcipelago Jardines de la Reina caratterizzano la costa sud, mentre la costa a nord è caratterizzata dai Giardini del Re (Jardines del Rey) dell'arcipelago Sabana-Camagüey.
È possibile trovare spiagge sabbiose su entrambe le coste, e nonostante questo grande potenziale turistico, la provincia ha visto uno sviluppo limitato in questo settore con eccezione della spiaggia di Santa Lucía, sulla costa nord.

## Economia
L'economia della provincia si basa sull'allevamento e la produzione di zucchero. La zona è nota per la cultura dei cowboy, con manifestazioni come rodei. Esistono anche allevamenti di pollame e coltivazioni di riso, oltre a una piccola industria basata sugli agrumi. Nel capoluogo si trova inoltre una delle poche distillerie dell'isola.

## Comuni
La provincia di Camagüey comprende 13 comuni.
| Comune                | Popolazione (2004) | Superficie (km²) | Localizzazione          | Note      |
| --------------------- | ------------------ | ---------------- | ----------------------- | --------- |
| Camagüey              | 324921             | 1106             | 21.383889°N 77.907222°W | Capoluogo |
| Carlos M. de Cespedes | 25707              | 653              | 21.576944°N 78.2775°W   |           |
| Esmeralda             | 29953              | 1480             | 21.856111°N 78.111111°W |           |
| Florida               | 73612              | 1800             | 21.529444°N 78.2225°W   |           |
| Guáimaro              | 57086              | 1847             | 21.058889°N 77.347778°W |           |
| Jimaguayú             | 21169              | 799              | 21.266667°N 77.830278°W |           |
| Minas                 | 38517              | 1015             | 21.489444°N 77.604722°W |           |
| Najasa                | 16470              | 921              | 21.083889°N 77.746944°W |           |
| Nuevitas              | 44882              | 415              | 21.540278°N 77.264444°W |           |
| Santa Cruz del Sur    | 51335              | 1122             | 20.719444°N 77.990833°W |           |
| Sibanicú              | 31117              | 736              | 21.239167°N 77.520833°W |           |
| Sierra de Cubitas     | 18589              | 549              | 21.733056°N 77.770556°W |           |
| Vertientes            | 53299              | 2005             | 21.257222°N 78.148889°W |           |

Fonte: censimento 2004 per la popolazione; superfici dalla redistribuzione municipale del 1976.